# Катерпилар D9
Катерпилар D9 (на английски: Caterpillar D9) е американски тежък трактор с гъсенично задвижване (тип – булдозер), проектиран и произведен от компанията Катерпилар.
Въпреки множеството модфикации по машината (вкл. брониран), екипировката на машината обикновено включва огромен нож отпред и къртач в задната част на машината.
Катерпилар D9, със своите 474 к.с. и тегло 49 тона е един от големите булдозери, но не е най-големият произвеждан от Катерпилар. По-голям е Катерпилар D11, който разполага с двигател с мощност 935 к.с. и тегло 104 тона.
Размерът, надежността, дълговременното му използване, и ниските производствени и сервизни разходи са направили от D9 един от най-популярните булдозери в света (както и конкурента му от Комацу-Комацу D275A).
Машините с обозначение „D9“ са тежки машини, задвижвани с двигател Катерпилар, използвани като булдозери. D9 вдъхновява няколко поколения инженери, работещи в компанията Катерпилар, които осъществяват множество промени през годините. Въпреки промените, всяка нова генерация на тази машина излиза от завода с добавени „D9“.
Булдодер Катерпилар D9R (наричан на иврит – „דובי“, на английски: Teddy bear – Мечето Теди) в Израел, е произведен за израелските въоръжени сили. Машината е оборудвана с броня и специална екипировка за работа под тежък обстрел, като израелците го използват като бойно инженерно средство, разрушавайки с него постройки и сгради в Палестина. След доказано успешните действия на машината, при водене на военни действия, армията на САЩ също започва да го използва, D9 се използва от Морската пехота на САЩ, предимно в Ирак.